# Linje 263
Linje 263 er en dansk buslinje, der forbinder Faxe Ladeplads Station og Haslev Station. Linjen er en del af Movias busnet, og betjener blandet andet Faxe, Rønnede og Haslev. Linjen er udliceret til DitoBus, der driver den fra sit garageanlæg på Industriparken i Faxe.

## Fakta
- Rute
  - Faxe Ladeplads St. - Postvej - Faksevej - Faxevej - Ny Strandvej - Kirketorvet - Rønnedevej - Nymarksvej - Dyssevej - Vordingborgvej -  Ny Ulsevej - Moltkesvej - Bregentvedvej - Præstevænget - Stationspladsen - Haslev St.[1]
- Stoppesteder
  - Faxe Ladeplads St. - Hovedgaden - Dannebrogsvej - Gabriels Gård - Schjølervej - Ny Strandvej Fakse - Faxe Bystation - Birkevej - Vinkelvej - Conrads Vej - Østparken - Kongsted Kirke - Kongsted - Irisvej - Rosenvej - Poppelvej - Solbakken - Birkevej - Rønnede, Faxevej - Skoverupvej - Birkegårdsvej - Olstrup - Ulsevej - Floraparken - Grøndalsvej - Præstevænget - Haslev St.[1]
- Linjevarianter
  - Haslev St. - Faxe Bystation[1]
- Vigtig knudepunkter
  - Faxe Ladeplads St., Haslev St.[1]